# Clarksville (Missouri)
Clarksville è un comune degli Stati Uniti d'America, situato nello Stato del Missouri, nella contea di Pike.